# Marko Tratar
Marko Tratar (ur. 20 maja 1974 w Lublanie) – słoweński szachista, arcymistrz od 2006 roku.

## Kariera szachowa
Od pierwszych lat 90. XX wieku należy do szerokiej czołówki słoweńskich szachistów. Wielokrotnie startował w finałach indywidualnych mistrzostw Słowenii, dziewięciokrotnie zdobywając medale: złoty (1997), 4 srebrne (2002, 2007, 2012, 2013) oraz 4 brązowe (1995, 1999, 2005, 2008).
Wielokrotnie reprezentował Słowenię w turniejach drużynowych, m.in.:
- czterokrotnie na olimpiadach szachowych (w latach 1992, 1998, 2002, 2006)[3],
- dwukrotnie na drużynowych mistrzostwach Europy (w latach 2007, 2013)[4],
- dwukrotnie na drużynowych młodzieżowych (do 26 lat) mistrzostwach świata (w latach 1993, 1997)[5],
- pięciokrotnie na turniejach o Puchar Mitropa (Mitropa Cup) (w latach 1997, 1998, 1999, 2000, 2003); trzykrotny medalista: wspólnie z drużyną – złoty (1997) i dwukrotnie brązowy (1998, 2003)[6].

Do sukcesów Marko Tratara w turniejach międzynarodowych należą m.in. dz. III m. w Bledzie (1992, m.in. wraz z Maksimem Sorokinem), dz. II m. w St. Veit an der Glan (1996, m.in. wraz z Ralfem Lau), dz. III m. w Czeskich Budziejowicach (1996, m.in. wraz z Petrem Habą), dz. III m. w Portorožu (1997, wraz m.in. Emilem Sutowskim i Zdenko Kožulem), III m. we Frohnleiten (1998), dz. I m. w Lublanie (2001, m.in. wraz z Ivanem Farago), dz. II m. w Bledzie (2003), dz. III m. w Schwarzach (2004, m.in. wraz z Geraldem Hertneckiem i Dusko Pavasoviciem), dz. II m. w Trieście (2005, za Konstantinem Landą), dz. II m. w Zadarze (2005, m.in. wraz z Jewgienijem Glejzerowem) oraz dz. II m. w Bledzie (2008, za Jewgienijem Swiesznikowem, z Matejem Sebenikiem, Milanem Draško i Luką Leničem).
Najwyższy ranking w dotychczasowej karierze osiągnął 1 stycznia 2013 r., z wynikiem 2517 punktów zajmował wówczas 7. miejsce wśród słoweńskich szachistów.